# Der letzte Pate
Der letzte Pate (Im englischen Original The Last Don) ist ein 1996 veröffentlichter Roman von Mario Puzo. Er handelt von den Geschicken der Clericuzios, einer von dem alternden Don Domenico Clericuzio angeführten Mafiafamilie.

## Inhalt
Der alternde Don Domenico Clericuzio will die auf Drogenhandel, Glücksspiel und Mord basierenden Geschäfte seiner Familie komplett in die Legalität überführen. Seine möglichen Nachfolger, sein Enkel Dante und Großneffe Cross (Croccifixio) De Lena, gehen vollkommen unterschiedliche Wege. Während Dante immer mehr Sadismus und Brutalität zeigt, leitet Cross ein legales Casino in Las Vegas und lehnt einen Mordauftrag ab. Cross versucht in das Filmgeschäft einzusteigen, was aber nur teilweise gelingt, ihn aber mit einer bekannten Schauspielerin zusammenbringt. Eines Tages wird Pippi De Lena, der Vater von Cross und militärische Anführer der Familie, ermordet. Cross verdächtigt sogleich Dante, lockt ihn und seinen Komplizen in eine Falle und tötet sie, ohne die Genehmigung des Dons zu besitzen.
Als der Don ihn zu sich holt, glaubt Cross wegen seiner Eigenmächtigkeit bestraft zu werden. Als der Don aber erzählt, dass Dante das Kind einer unglücklichen Liebe zwischen seiner inzwischen wahnsinnig gewordenen Tochter und einem von Cross’  Vater während eines Massakers ermordeten Spross einer rivalisierenden Mafiafamilie war, wird klar, dass der Don die Geschehnisse von langer Hand geplant hat. Er sah durch den ungezügelten Sadismus Dantes seine Pläne gefährdet, die Familiengeschäfte zu legalisieren.

## Rezension
Christopher Lehmann-Haupt verglich den Roman in seiner Rezension für die New York Times systematisch mit Puzos bekanntesten Werk Der Pate und fand viele Gemeinsamkeiten. So sei Michael Corleone aus Der Pate wie der Don von dem Wunsch getrieben seine Familie in die amerikanische Gemeinschaft einzugliedern. Besonders auffällig befand er die Ähnlichkeiten der Anfangsszenen, dessen Rahmen in beiden Büchern eine Familienfeier spielt, in der es dann doch um das Geschäft geht („But the real point of the get-together is business.“). Man könne sich sogar vorstellen, dass die Charaktere von den Schauspielern aus dem Film Der Pate gespielt werden („Best of all, you can picture the characters in The Last Don being played by the actors in the Godfather movies.“). Zusammenfassend fand er, dass Puzo mit Der letzte Don eine recht annehmbare Fortsetzung von Der Pate geschrieben hat („… he may in this case have created a decent sequel to The Godfather.“).

## Miniserie
The Last Don ist die Vorlage der 1997 von Columbia Broadcasting System (CBS) produzierten Miniserie The Last Don und dessen Nachfolger The Last Don II aus dem Jahr 1998.

## Ausgabe
- Mario Puzo: Der letzte Pate. 7. Auflage. Ullstein Taschenbuch, 2005, ISBN 978-3-548-24347-4, S. 684 (englisch: The Last Don.).